# Pamianthe peruviana
Pamianthe peruviana là một loài thực vật có hoa trong họ Amaryllidaceae. Loài này được Stapf mô tả khoa học đầu tiên năm 1933.